# 대한민국 형사소송법 제397조
대한민국 형사소송법 제397조는 환송 또는 이송에 대한 형사소송법의 조문이다.

## 조문
제397조(환송 또는 이송) 전4조의 경우 외에 원심판결을 파기한 때에는 판결로써 사건을 원심법원에 환송하거나 그와 동등한 다른 법원에 이송하여야 한다.

## 참고 문헌
- 손동권 신이철, 새로운 형사소송법(초판, 2013), 세창, 2013. ISBN 9788984114081